# Estero Puchuncaví
El estero Puchuncaví es un curso natural de agua que drena los escurrimientos superficiales producto de las lluvias en el litoral de la Región de Valparaíso, en torno a los poblados de Puchuncaví, Campiche, Ventanas y otros adyacentes.

## Trayecto
Existen varios cuerpos de agua asociados a los nombres Puchuncaví, Maitenes y Campiche (o Campeche) en la zona de Quintero. Un informe titulado "Diagnóstico de sitios de alto valor para la conservación en la Región de Valparaíso" del Ministerio del Medio Ambiente de Chile (elaborado por el Instituto de Geografía de la PUCV) llama:
- Laguna Campiche a un cuerpo de agua localmente conocido como "laguna Los Patos" que tiene como afluente y emisario al estero Campiche que fluye de sur a norte atravesando la laguna y posteriormente desemboca en el estero Puchuncaví;[1]: 261
- Un cuerpo de agua llamado Los Maitenes
- Humedal Maitenes-Campiche a un cuerpo de agua oblongo que se extiende de SW a NE al sureste de Las Ventanas. (Ver figua 77 del informe.)

Otros informes señalan como Humedal Campiche tres espejos de agua ubicados en el extremo SW del Humedal Maitenes-Campiche indicado anteriormente.: 46 
| [[File:Bahia_-de-quintero-MP0001553.pdf\|800px\|alt={{{Alt\|Cuenca del estero Puchuncaví según mapa del Servicio Hidrográfico y Oceanográfico de la Armada de Chile hecho por Luis Pomar el año 1876.]] File:Bahia_-de-quintero-MP0001553.pdfCuenca del estero Puchuncaví según mapa del Servicio Hidrográfico y Oceanográfico de la Armada de Chile hecho por Luis Pomar el año 1876. |

El estero Puchuncaví nace en las laderas poniente de los cerros ubicados al este de Quintero y drena en su trayecto de corta longitud y escasa pendiente los ecurrimientos producidos durante las lluvias en la zona, dejando a su paso amplias vegas antes de desembocar en la playa La Herradura. Subterráneamente, alimenta con sus aguas al humedal Campiche.: 17 

## Caudal y régimen
El estero tiene un régimen pluvial y desemboca en el mar solo en los meses de invierno.: 17 

## Historia
Luis Risopatrón lo describe en su Diccionario Jeográfico de Chile (1924):: 702 
Puchuncaví (Estero de). Se vácia en el estremo NE de la laguna de Campiche, hacia el NE del caserío de Quintero.

## Población, economía y ecología
La central termoeléctrica Ventanas n°3 posee una planta desaladora, según el catastro nacional de plantas y proyectos de desalinización de agua de mar en Chile.